# Rod Clark
Rod Clark geboren als Rodney Clark (Surlingham, Norfolk, 23 november 1942 - 17 maart 2025) was een Engelse bassist, die onder meer speelde bij The Moody Blues en The Rockin' Berries.

## Moody Blues
Clark speelde begin jaren zestig bij een aantal regionale bandjes, zoals Les Garcons en kwam met The Southerners in de buurt van landelijke bekendheid. Deze band maakte deel uit van de muzikale kring rond John Carter en Ken Lewis, vooral bekend van The Ivy League. De doorbraak lonkte toen hij in juni 1966 gevraagd werd om Clint Warwick te vervangen als bassist van The Moody Blues.
Met zijn nieuwe band reisde hij ook naar het buitenland. Optredens in Nederland, België en Denemarken konden echter niet verhinderen dat het succes van de Moodies geleidelijk afnam. Clark hield het daarom al eind september 1966 voor gezien.

## Latere loopbaan
Hij speelde enige tijd bij The Mickey Finn uit Birmingham en stapte over naar The Rockin' Berries, waar hij korte tijd leadzanger Geoff Turton verving. Toen Turton in het voorjaar van 1967 weer terugkwam bij de Berries, speelde hij korte tijd in de begeleidingsband van de Ivy League. Daarna vormde hij met Don Paul en Tony McCauley het trio The West Coast Delegation. De eerste single Reach the top kende een bescheiden succes.
Dat succes duurde niet lang genoeg voor Clark, die een andere plaat maakte met Ken Lewis en uiteindelijk weer neerstreek bij The Mickey Finn. Ditmaal bleef hij tot 1972.
In de jaren zeventig speelde Clark onder meer in begeleidingsbands van George Hamilton IV en Slim Whitman en bij The Settlers. Met een nieuwe formatie Spinning Wheel diende hij het decennium uit. De band deed het goed in het clubcircuit, maar scoorde geen hits.
Rond 1980 ontdekte Clark de rockabilly en maakte hij een succesvol plaatje met een gelegenheidsband die zich The Stingrays noemde.
Clarke was tot zijn dood in de muziek werkzaam en speelde met de band Rollercoaster, met de vocal group Waveney Singers en als soloartiest.